# Улунгинское восстание
Улунгинское (Бикинское, Кхуцинское) восстание — староверческие выступления 1932 года на северном побережье Приморья и по реке Бикин.
В верховьях реки Бикин и её притоков было несколько скитов и часовенных монастырей. Один из скитов был в верховьях р. Пея, настоятелем в нём был игумен о. Силуян. После смерти о. Силуяна его сменил ученик и иконописец о. Александр (Шаров). Но вскоре о. Александр перешёл в скит в верховьях реки Бикин, настоятелем был о. Иоанн. Третий скит располагался на реке Зеве в 15 верстах от хутора Баранова, его настоятель о. Савватий. На притоке Зева ключе Каменном был женский скит с настоятельницей м. Верой. Скиты поддерживали переписку с Сибирскими часовенными, в частности со скитом о. Саввы, через о. Савватия и о. Вилария.
В мае 1932 года на Бикине началось крестьянское антиколхозное восстание под руководством Ефима Могильникова, Ивана Дурновцева, Ивана Токарева, Иосифа Старцева и Антона Кулагина. Повстанцы продержались месяц, контролировали 75 посёлков. Отдельные стычки по тайге шли ещё 4 месяца. К делу о восстании было привлечено 3 654 человека (сотни расстреляны). Все скиты были уничтожены. 
1932 год положил конец существованию местной общины русских староверов, которые массово бежали в Маньчжурию, а в 1956 году на кораблях Красного креста переправились в страны Южной Америки, частично также эмигрировали в Австралию через Гонконг. Сведения о судьбе монахов разнятся. Лишь жители одного села Каменка (около 500 человек) сумели уйти в Маньчжурию, там основали деревню Романовка, из которой с приходом коммунистов к власти в Китае эмигрировали в Южную Америку, Австралию и другие страны.